# Wormaldia sinocornuta
Wormaldia sinocornuta är en nattsländeart som beskrevs av Wolfram Mey 1996. Wormaldia sinocornuta ingår i släktet Wormaldia och familjen stengömmenattsländor. Inga underarter finns listade i Catalogue of Life.